# Giorgio Armani
Giorgio Armani (Piacenza, 11 luglio 1934) è uno stilista e imprenditore italiano fondatore dell'azienda omonima, uno dei marchi più importanti al mondo nel campo della moda.
La sua ricchezza al 9 luglio 2022 è stata valutata dalla rivista Forbes per 11.1 miliardi di dollari, cosa che lo rendeva il 2º uomo più ricco d'Italia. 
Nel 2000 ha dichiarato un reddito imponibile di 167 milioni di euro. All'aprile 2024 risulta il terzo uomo più ricco d'Italia dopo Giovanni Ferrero ed Andrea Pignataro.

## Biografia

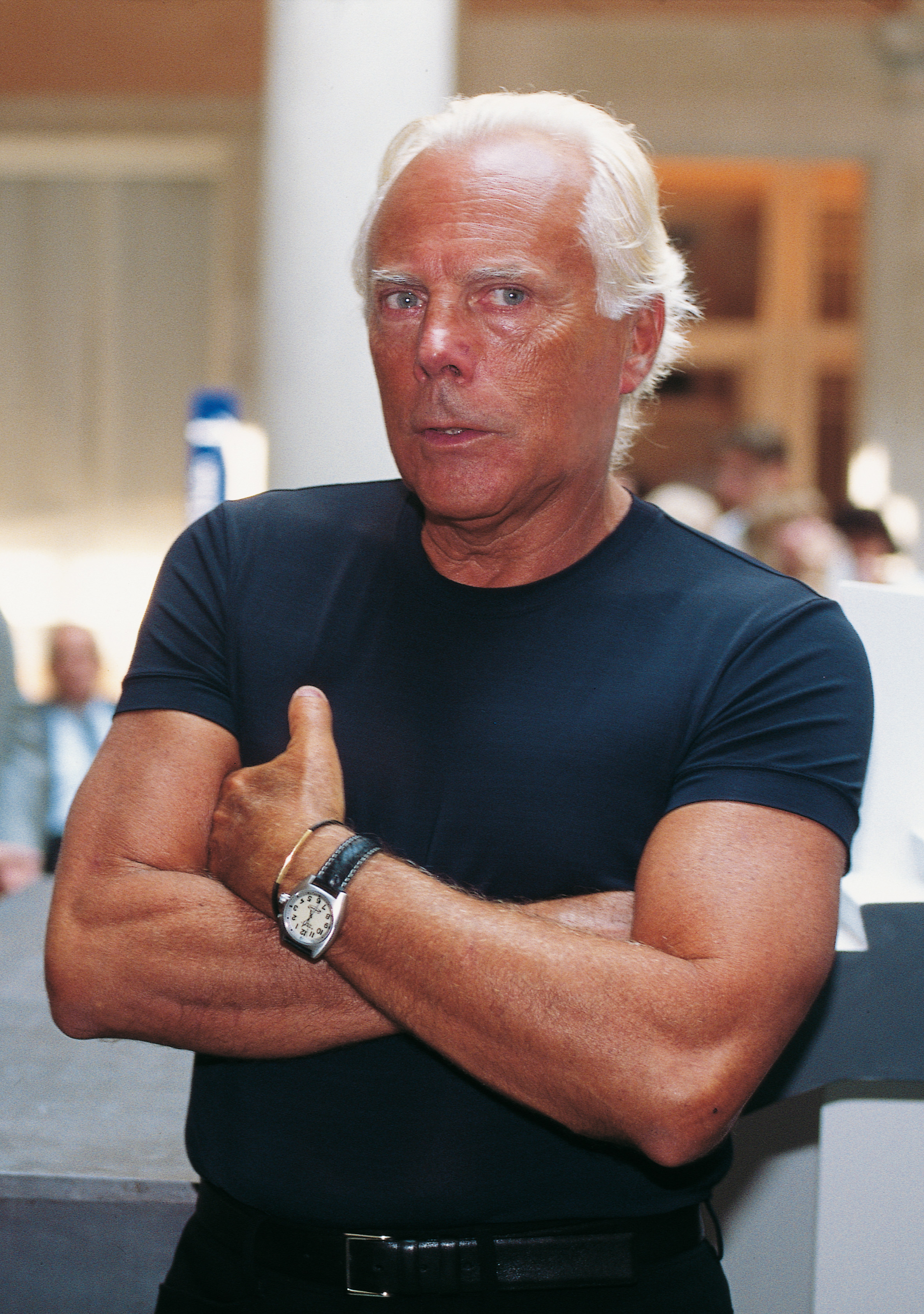
Giorgio Armani nel 1997

È il primo dei tre figli (lui, Rosanna e Sergio) di Ugo Armani, fascista del fascio di Piacenza e Maria Raimondi, direttrice della colonia di Misano.
Cresciuto a Piacenza dove studia al Liceo Scientifico Respighi, nel 1949 si trasferisce con la famiglia a Milano. In questa città nel 1953 si diploma al Liceo Leonardo da Vinci, e si iscrive alla facoltà di medicina dell'Università Statale, ma dopo tre anni interrompe gli studi per la chiamata dell'esercito. Al termine del servizio di leva trova lavoro come commesso per la Rinascente fino al 1965, anno in cui viene assunto da Nino Cerruti per ridisegnare la moda del marchio Hitman, confezione dei prodotti del Lanificio Fratelli Cerruti. Il suo nome compare direttamente nell'universo della moda per la prima volta attraverso il marchio di abbigliamento in pelle Sicons. Nel 1974 nasce infatti la linea Armani by Sicons, che lo convince definitivamente alla creazione di un marchio personale.
La sua prima collezione risale al 1975, anno in cui fonda l'azienda omonima, insieme al compagno di vita Sergio Galeotti (morto prematuramente solo 10 anni dopo). Nel luglio 2000 Armani ed il Gruppo Zegna siglano un accordo per produrre e distribuire le linee Armani Collezioni in joint venture. Analogamente nel 2002 Armani firma un accordo con la ditta Safilo per la produzione di una esclusiva linea di occhiali, chiamata Emporio Armani occhiali. Nel 2000 il Guggenheim Museum di New York gli tributa una retrospettiva. Oltre alla linea profumi (tra i quali, ad esempio, Acqua di Giò o Black Code) di enorme successo commerciale, fra i suoi marchi più famosi vi sono Emporio Armani e Armani Jeans.
Nella seconda metà del 2006 Emporio Armani lancia Remix il nuovo profumo uomo/donna ispirato all'ultimo album di Madonna e al mondo delle discoteche. Nel 2006 è uscita la prima biografia dedicata allo stilista, Essere Armani, scritta da Renata Molho, pubblicata in Italia da Baldini Castoldi Dalai e tradotta in dieci lingue.
Ha fondato una catena di boutiques diffusa in tutto il mondo. Nel 2009 è diventato ambasciatore del movimento Internet for Peace fondato dalla rivista mensile Wired Italia con lo scopo di candidare Internet al Premio Nobel per la pace nel 2010. Nel giugno 2013 apre la nuova boutique in via Condotti a Roma con una festa inaugurale a cui partecipano, tra gli altri, Milla Jovovich, Tina Turner, Clive Owen, Paolo Sorrentino, Giuseppe Tornatore, Laura Biagiotti, Margherita Buy, Ornella Muti, Raul Bova, Maria Grazia Cucinotta, Valeria Golino, Fiorello, Sophia Loren ed Emma Bonino.
Sempre nel 2013 lo stilista sostiene i designer emergenti e presta il suo teatro Armani come location per le loro sfilate. Il primo a sfilare in via Bergognone è Andrea Pompilio a giugno, con la collezione Uomo Primavera/Estate 2014. La seconda è Stella Jean con la collezione donna Primavera/Estate 2014 presentata a settembre.. Detiene anche una quota del 4,955% di Luxottica
Nel giugno 2020 si aggiudica il Premio la Moda Veste la Pace, il riconoscimento che l'Organizzazione Mondiale contro le Discriminazioni nella Moda, nell'arte e nello sport African Fashion Gate conferisce ogni anno presso il Parlamento Europeo di Bruxelles, per la sua vivace e coraggiosa attenzione verso le problematiche relative alla salvaguardia e al rispetto dell’ambiente e del mondo animale. Sempre nel 2020 confessa in un’intervista che uno dei suoi grandi dubbi è sulla successione: "Sparire senza danneggiare il mio lavoro e chi mi ha aiutato, il nome che ho costruito e chi lo ha creato con me".

## Stile
La produzione di Armani è ricordata per la classe e l'eleganza dei suoi abbigliamenti e accessori.  Utilizza stili di ogni categoria: dal classico, all'innovativo, come per esempio le giacche destrutturate con cui rivoluziona il design: vengono eliminati i supporti interni (imbottiture e controfodere), vengono spostati i bottoni e modificate le proporzioni tradizionali. Le giacche diventano uno degli emblemi dello stile italiano.

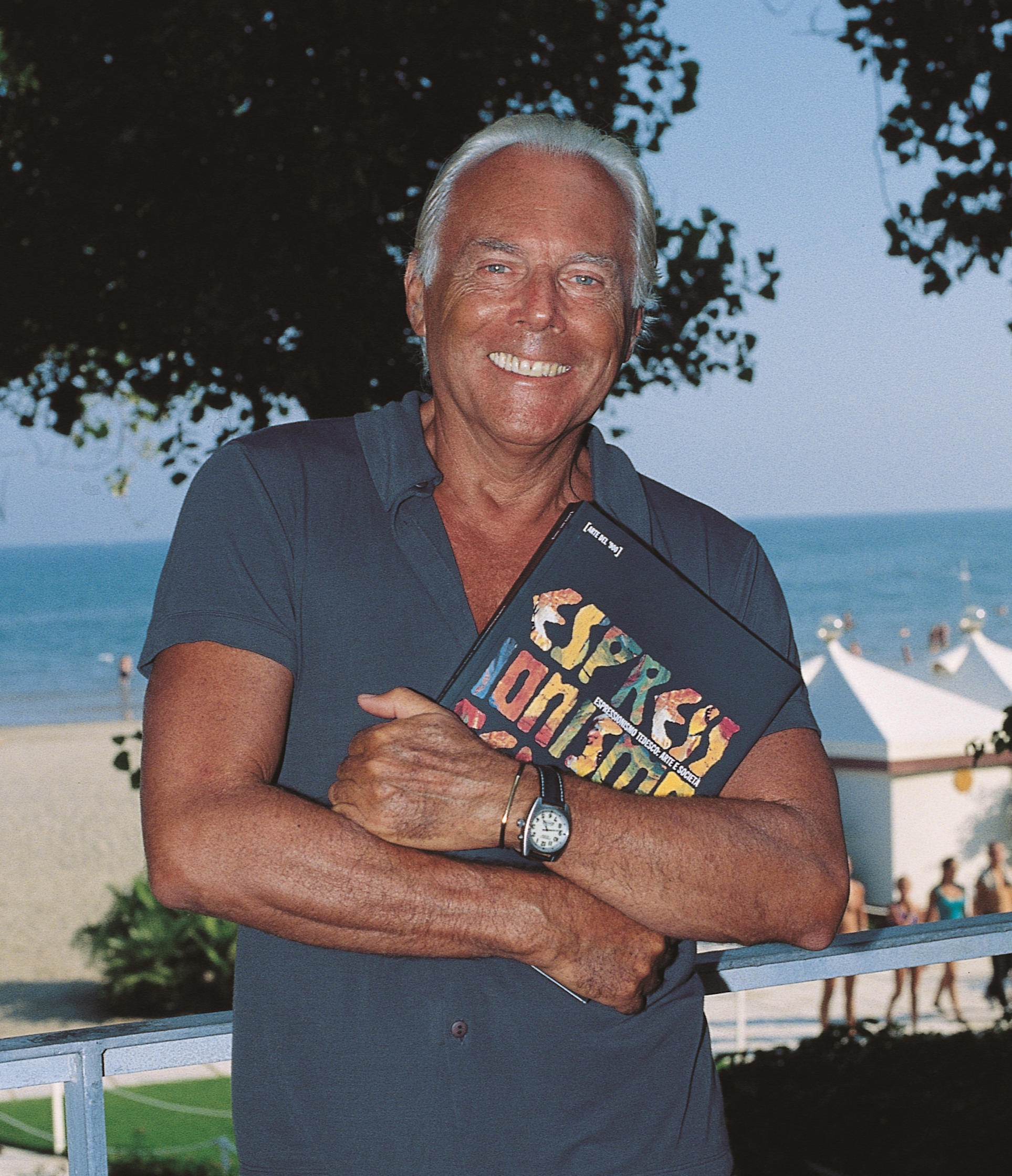
Giorgio Armani nel 1997

Armani rivisita anche il tailleur con pari successo.
Ispirato al cinema in bianco e nero e alle atmosfere dell'America degli anni venti e trenta, il suo stile sceglie tagli nitidi e puliti e toni di colori freddi: il beige, il grigio e il greige, una nuova tonalità in bilico tra il grigio e il sabbia terroso, anche se è soprattutto il blu-Armani a contraddistinguere la sua produzione. Non esclude, però l'intramontabile abito nero e bianco, portandolo ad una classe superiore del comune.
Un'altra fonte di grande ispirazione per Armani è la cultura orientale e araba. Vengono infatti introdotti in alcuni suoi capi colletti alla coreana, e cappotti simili a djellaba, messi in commercio nel 1990, in contemporanea all'uscita nei cinema di Il tè nel deserto.
La sua collezione Armani Casa è realizzata con fantasie ispirate all'Art Déco e all'estremo Oriente. Alcuni capi della collezione Emporio Armani autunno inverno 2018 prendono spunto dalle opere dell'artista francese Pierre-Yves Le Duc Soap Opera.

## Costumi per il cinema
Nel 1980 Armani ha disegnato i costumi di scena di Richard Gere per il film American Gigolò. Nel 2008 invece ha realizzato gli abiti indossati dall'attore Christian Bale (nel ruolo di Bruce Wayne) per il film Il cavaliere oscuro, e poi nel 2012 ne Il cavaliere oscuro - Il ritorno. Fra gli altri film per i quali ha lavorato si possono ricordare quelli per Phenomena (1985), Gli intoccabili (1987),  John Malkovich in Il Tè nel Deserto di Bernardo Bertolucci (1990), Cadillac Man (1990) e Ransom - Il riscatto (1996). Nel 2013 veste Michael Fassbender e Penélope Cruz nel film The Counselor - Il procuratore e Leonardo DiCaprio in The Wolf of Wall Street. Nel 2015 veste Jessica Chastain nel film 1981: Indagine a New York. Nel 1999 ha prodotto il famoso documentario di Martin Scorsese sul cinema italiano Il mio viaggio in Italia.
Armani è sempre stato uno dei brand più amati ad Hollywood, non solo per la costumistica. Le attrici Nicole Kidman, Katie Holmes e Penelope Cruz sono tra le più note celebrità ad avere scelto lo stilista italiano per il loro matrimonio.

## Musica
Negli anni ha pubblicato diversi dischi di musica ambient, elettronica e sperimentale intitolati Emporio Armani Caffè, suddivisi in diversi volumi e realizzati dal Dj-sound designer Matteo Ceccarini. Disegna anche gli abiti alla cantante Alexia, sposata con suo nipote Andrea Camerana.

## Sport

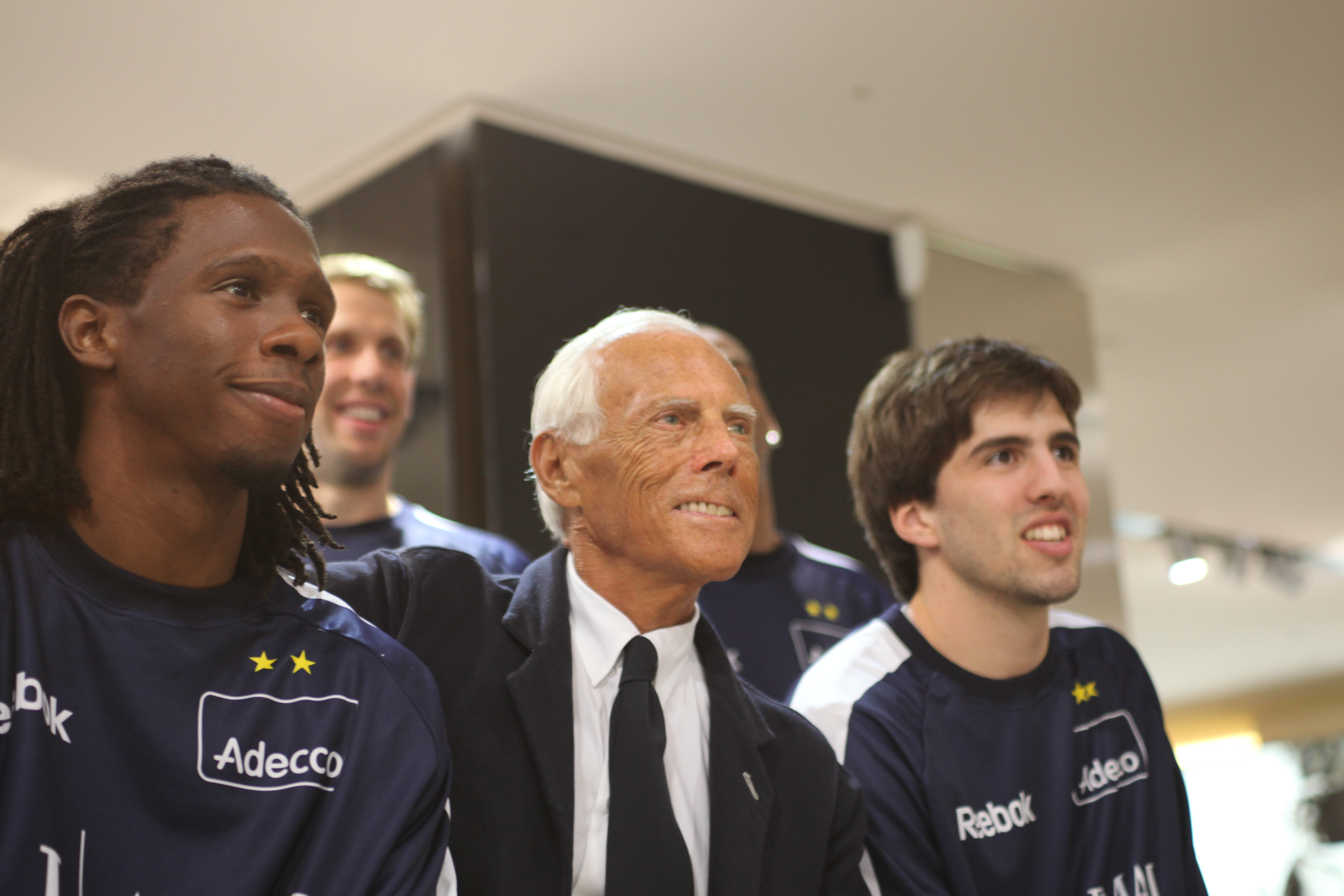
Giorgio Armani nel 2009 insieme con alcuni giocatori dell'Olimpia Milano

Ha disegnato in passato la divisa sociale del Piacenza, squadra della sua città d'origine, della squadra inglese del Chelsea e della Nazionale di calcio inglese. Nel 2012 il suo marchio sportivo EA7 ha realizzato le divise della Nazionale italiana per le Olimpiadi di Londra.
Nel 2008 Armani diventa patron della squadra di pallacanestro dell'Olimpia Milano, rilevandone la proprietà. Inizialmente la squadra è conosciuta come Pallacanestro Olimpia EA7 –Emporio Armani Milano e dalla stagione 2011-12 la sponsorizzazione "Armani Jeans" è sostituita con il marchio "EA7 - Emporio Armani". Nella stagione 2013-2014, a diciotto anni di distanza dall'ultima volta, lo storico sodalizio milanese torna a laurearsi campione d'Italia, conquistando il suo ventiseiesimo scudetto. Nel 2014, 2016, 2018 e 2021 Armani è nuovamente sponsor ufficiale della nazionale italiana ai Giochi olimpici sempre tramite EA7, la quale sempre dal 2021 è sponsor tecnico del Napoli.

## Vita privata
Giorgio Armani ha spesso mantenuto riserbo sulla sua vita personale, ma si è pubblicamente identificato come bisessuale. Ebbe una lunga relazione col suo partner d'affari, lo stilista Sergio Galeotti, deceduto nel 1985. Armani ama andare in barca e possiede uno yacht di oltre 200 piedi sul quale passa molto del proprio tempo libero.